# Prelska
Prelska je naselje u slovenskoj Općini Velenju. Prelska se nalazi u pokrajini Štajerskoj i statističkoj regiji Savinjskoj. 

## Stanovništvo
Prema popisu stanovništva iz 2002. godine naselje je imalo 250 stanovnika.